# La sepoltura della sardina
La sepoltura della sardina è un dipinto a olio su tavola (82,5×52 cm) di Francisco Goya, databile al 1812-1814 circa e conservato nella Real Academia de Bellas Artes de San Fernando di Madrid.

## Descrizione
La tela raffigura una processione di un martedì grasso lungo il Manzanarre, a Madrid: l'evento terminava con la sepoltura di una sardina bordata di carne di maiale. Quest'entierro intendeva concludere simbolicamente il periodo di Carnevale, la cui etimologia latina era proprio «carnem levare» (togliere la carne), e concedere al popolo spagnolo un'ultima occasione di follia prima del periodo penitenziale della Quaresima.
Della sardina, tuttavia, non c'è più traccia nella tela. Quel che rimane è la folla allucinata, frenetica, preda di un euforico sbalordimento e frastornamento: molti indossano maschere di diavoli e teschi, così da esorcizzare la paura della morte, e la quasi totalità dei partecipanti balla, urla, si dimena, «come incoscienti burattini mossi da fili invisibili e maligni». Questa grottesca pagliacciata ha luogo sotto l'ombra di un'insegna recante l'immagine di un sorriso sgangherato, collocata nel centro ottico del dipinto, il quale allude alle occulte e barbariche atrocità commesse in Spagna durante la guerra d'Indipendenza.
In quest'opera traspare l'acerba critica di Goya rivolta alle superstizioni della vecchia Spagna, le quali erano sopravvissute e, anzi, corroborate dalle esacerbazioni belliche. Vivisezionando questa truce allucinazione collettiva, anzi, il pittore aragonese prelude ai grandi esponenti dell'oggettività tedesca durante il periodo interbellico, quali Otto Dix e George Grosz. Goya, in tal senso, manifestava un atteggiamento ambivalente verso il Carnevale, apprezzandone molto la vitalità benefica e propiziatoria e lo spirito liberatorio, che faceva sì che durante le sue parate venissero aboliti tutti i tabù, i privilegi, i rapporti gerarchici. Il pittore, tuttavia, non poté fare a meno di notare come queste feste spesso sfociavano in violentissimi eccessi, i quali esacerbarono la sua paura di assistere a un crescendo di forze oscure e distruttive, come quelle rinfocolate in quegli anni dai disordini della Guerra d'Indipendenza.